# Gospodarstvo Japana
Japansko gospodarstvo jedno je od najvećih svjetskih gospodarstava. Po nominalnom BDP-u Japan je četvrta najveća svjetska ekomonija, a po PKM treća iza SAD-a i Kine.

## Uvod
Japan je visokorazvijena zemlja premda ne pripada zemljama najranije industrijalizacije. Japansko gospodarstvo je po nominalnom BDP-u drugo najveće u svijetu s više 4300 milijardi USD-a u 2007. godini. Po Paritetu kupovne moći BDP-a gospodarstvo je treće iza SAD-a i Kine. Japan je četvrti svjetski izvoznik i šesti uvoznik. Japan najviše izvozi u SAD 22,8%, Europsku uniju 14,5%, Kinu 14,3%, Južnu Koreju 7,8% te Tajvan 6,8%. Automobili, elektronički uređaju i strojevi su glavna izvozna roba. Najviše uvozi iz Kine 20,5%, SAD-a 12,0%, Europske unije 10,3%, Saudijske Arabije 6,4%, Ujedinjenih Arapskih Emirata 5,5% i Australije 4,8%. Zbog nedostatka prirodnih bogatstava gotovo sve sirovine mora uvoziti. Uvoze se strojevi, fosilna goriva, hrana, posebice meso, tekstil i sirovine za potrebe industrije.
Japanci su mjesto u gospodarskom vrhu svijeta postigli svojom marljivošću, izuzetnom radnom disciplinom, izvrsnim organizacijskim sposobnostima. U razdoblju početka izuzetnog gospodarskog rasta nakon Drugog svjetskog rata Japanci se nisu sramili učiti od drugih te su slali mnogobrojne studente i stručnjake na usavršavanje u razvijenije zemlje posebice u SAD. Japansko gospodarstvo karakrerizira bliska suranja vlade i privatnog industrijskog sektora posebice na razvitku znanosti i tehnologije te niski porezi i velika ekonomska sloboda. Japan je jedna od tehnološki najrazvijenijih zemalja svijeta. Za istraživanje i razvoj Japan ulaže više od 3% BDP-a, a s više od 130 milijardi USD-a ima treći najveći proračun za znanstvena istraživanja.
Japanskom poslovnom filozofijom koja ističe dužnost poslodavaca da pod svaku cijenu izbjegnu masovna otpuštanja u vrijeme recesije te garancijom cjeloživotnog zaposlenja (shushin koyo) postiže se čvrsta veza između radnika i poslodavaca te jača duh zajedništva i solidarnosti. Ipak nedavno su japanske tvrtke donekle počele napuštati te norme radi većeg profita. Prepoznatljiva karakteristika japanske ekonomije je i čvrsta veza proizvođača, dobavljača, distributera i bankaka povezanih u grupe zvane Keiretsu te Shunto ugodna veza s vladinim birokratima. Japanski gospodarski sustav dijelom slijedi komandni ili naredbodavni sustav gospodarstva, gdje država ima određeni utjecaj na ekonomsku aktivnost.
Do sredine 19. stoljeća Japan je bio zatvoren za bilo kakve utjecaje izvana. Tako je bilo sve do 1854. kad su američki brodovi uplovili u japanske luke i prisilno uspostavili vezu s Japanom. Provedene su Meiji reforme te je započeta industrijalizacija. U razdoblju od 1870. do 1937. Japan ostvaruje brži gospodarski rast nego većina drugih država. Japanski proizvođači u tom razdoblju osvajaju svjetsko tržište proizvodima niže i srednje kvalitete uspješno imitirajući tuđe proizvode ali i radeći na njihovom usavršavanju.
Prije i nakon drugog svjetskog rata gospodartvo vodi nekoliko bogatih obitelji zvanih zaibatsu, u suradnji s vladom. Poslije poraza u Drugom svjetskom ratu okupacijske vlasti raspuštaju velike obiteljske tvrtke. Unatoč tome Japan započinje izrazito brz i uspješan gospodarski napredak koji se naziva Japansko čudo. U 60-im godinama gospodarski rast je iznosio 10%, u 70-im 5%, a u 80-im godinama 4%. Doživjevši svojevrsnu gospodarsku eksploziju, Japan je u ranim 1990-ima ušao u razdoblje svojevrsne gospodarske stagnacije, s rastom samo 1.5% BDP-a. Naprori vlade da ožive ekonomski rast imaju mali uspjeh. Početkom u 2003. japansko gospodarstvo se počinje oporavljati, godišnji rast je 2%, dok je rast nakon 2005. godine još veći, 2.8%.

## Poljoprivredni sektor
Budući da je samo 17% površine raspoloživo za poljoprivrednu obradu što zadovoljava tek 75% potreba stanovništva za hranom, poljoprivredni sektor je jako zaštićen. Vlada regulira usluge male kultivizacije što je uzrok izrazite plodnosti zemljišta. Uvoz riže je najviše zaštićen i ujedno subjekt carinske tarife od 490% i ograničen normom od samo 3% totalne trgovine riže. Japan uvozi više od 50% žitarica i gotovo cijelu potražnju mesnih proizvoda zadovoljava uvozom. Japan ima jednu od najvećih ribarskih flota te je odgovoran za 15% svjetskog ulova ribe. Po nekim teorijama, japansko će ribarenje dovesti do osiromašenja u ribljim zalihama tune.

## Industrijski sektor
Japanska industrija je izrazito razvijena te iako je izražena tercijarizacija gospodarstva Japan i dalje svoju gospodarsku snagu temelji na industriji čija snaga se temelji na velikom broju dobro obrazovanih radnika i na visokorazvijenoj tehnologiji. Industrija zauzima jednu-trećinu japanskog GDP-a. Najvažnije industrijske grane su crna i obojena metalurgija, brodogradnja, automobilska, elektrotehnička i elektronička industrija. Takav gospodarski uspjeh pravo je čudo jer je Japan siromašan sirovinama neophodnim za navedene industrijske grane.
Japan je najveći izvoznik čelika u svijetu te najveći proizvođač brodova i automobila. Jedna od najuspješnijih industrijskih grana je automobilska industrija koju predvodi šest velikih kompanija koje imaju brojne proizvodne pogone širom svijeta. To su Toyota, Honda, Nissan, Mitsubishi, Mazda i Suzuki. Japan je također i proizvođač najrazličitijih električnih i elektroničkih aparata popu televizora, videokamera, telefona, mobitela, računala. Japan drži velik dio tržista razmjene visoke tehnologije kao što su: poluvodiči, industrijke kemikalije te dijelovi strojeva. Graditeljstvo je dugo jedna od najvećih industrija Japana s pomoću vladinih ugovora s privatnim sektorom. Robotika je velika ekonomska snaga, Japan posjeduje 410,000 od svjetskih 720,000 radećih robota.
Japanska industrija dobro je organizirana. Veliku važnost imaju mala obiteljska poduzeća koja se bave nabavom ili proizvodnjom sastavnih dijelova potrebnih u proizvodnji u velikim kompanijama. Njihova suradnja se odvija prema načelima tvz. JIT sustava organizacije (eng. Just in time ili točno na vrijeme). Takva organizacija obuhvaća točnu izmjenu ulaznih i izlaznih elemenata potrebnih u proizvodnji. Time se smanjuju troškovi proizvodnje, a roba ne stoji u skladištu jer se proizvodi onoliko koliko su zahtjevi tržišta što čini japansku industriju viskoprofitabilnom.
Industrija se također temelji na viskoj ekološkoj svijesti te se onečišćenje okoliša nastoji svesti na najmanju moguću mjeru.Industrija je razmještena po gotovo cijelom Japanu pa možemo reći da je Japan velika industrijska regija. Unutar japanskog industrijskog pojasa ističu se četiri velika prostora jake koncentracije industrije: Kanto, Chukio, Hanshin-Kinki i Kanmon. U njima je ujedno prisutna velika koncentracija stanovništva i kapitala.

## Uslužni sektor
Uslužni sektor broji do dvije trećine totalnog ekonomskog dobitka. Bankarstvo, osiguranje, posjedi, nekretnine, prijevoz i telekomunikacije su sve glavne industrije. Koizumieva vlada pokušava privatizirati Japansku Poštu, jednu od najvećih privatnih bankarskih i usluga osiguranja do 2007. god.

## Vanjske poveznice
|  | Zajednički poslužitelj ima još gradiva o temi Gospodarstvo Japana |